# Kim Jae-gyu
Kim Jae-gyu (Hangul: 김재규, Hanja (6 de marzo de 1926 - 24 de mayo de 1980) fue un oficial de inteligencia surcoreano, teniente general del Ejército de Corea del Sur y ex director de la Agencia Central de Inteligencia de Corea (KCIA). Es principalmente conocido por asesinar al dictador surcoreano Park Chung-hee tras acorralarlo y en consecuencia, ejecutarlo de un tiro en la cabeza. Kim Jae-gyu fue ejecutado por ahorcamiento por el magnicidio.

## Carrera
Kim nació en la ciudad natal de Park Chung-hee, Gumi-si, en la provincia sureña de Gyeongsang durante el dominio japonés. Se graduó de la Universidad de Gyeongbuk en 1945 y se convirtió en maestro de escuela secundaria hasta que el gobierno de Corea del Sur, recientemente independizada, creó su ejército y fundó la Academia Militar de Corea, entonces llamada Academia de Defensa Joseon. Se graduó de la Academia de Defensa Joseon en diciembre de 1946, el mismo año que Park Chung-hee, y de la universidad del ejército en 1952. Se desempeñó como comandante de regimiento en 1954 y como vicepresidente de la universidad del ejército en 1957, donde Kim Gye-won era el presidente en ese momento. Más tarde, Kim Gye-won se convirtió en secretario presidencial jefe del presidente Park y estuvo presente en la escena del asesinato. En 1961, cuando Park Chung-hee dio un golpe militar para tomar el poder, Kim no participó en el golpe y se sospechaba que era contrarrevolucionario. Fue detenido temporalmente hasta que fue liberado por orden de Park. Sirvió en la dictadura militar de Park desde entonces hasta asesinarlo en 1979.

## Dictadura de Park
Durante la dictadura de Park, Kim fue nombrado comandante de la 6.a División en 1963. Cuando hubo una manifestación generalizada contra el tratado coreano-japonés en 1964, que Park negoció en secreto y fue ampliamente considerado como desventajoso para los pescadores coreanos, la División de Kim fue enviada a Seúl para reprimir las manifestaciones estudiantiles. Se dijo que por el manejo de la situación por parte de Kim se ganó la confianza de Park. Por otro lado, también se dice que Kim se negó a involucrar al Ejército en la detención de civiles y dejó la tarea a la policía mientras ordenaba a su tropa que se ocupara las calles y campus universitarios. Posteriormente, comandó el Sexto Distrito Militar en 1966, el Comando de Seguridad del Ejército en 1968 y el Tercer Grupo de Ejército en 1971. Mientras era el comandante del Comando de Seguridad del Ejército, un órgano militar cuya función principal era salvaguardar la dictadura, Park se postuló para un tercer término en las elecciones presidenciales de 1971. Kim convenció a Park para que prometiera a los votantes que sería su último mandato. También se opuso a la formación de Hanahoe, una organización secreta formada por Chun Doo-hwan y otros jóvenes oficiales que hicieron juramentos personales de lealtad a Park y al grupo en sí por encima de todo, y lo criticó como un ejército privado. Finalmente, Hanahoe organizó un golpe militar del 12 de diciembre de 1979, bajo el liderazgo de Chun, después del asesinato de Park para tomar el poder y expulsar a la generación anterior de generales militares.
Mientras Kim era el comandante del Tercer Grupo del Ejército en la provincia de Kang-won, cuando Park declaró la emergencia nacional y la ley marcial, destituyó a la Asamblea Nacional y prohibió todas las actividades políticas en octubre de 1972. El propósito era ratificar la Constitución Yushin de 1972, que causó lo siguiente: (a) abolió el voto directo para la elección presidencial y lo reemplazó con un sistema de votación indirecta mediante delegados, (b) asignó un tercio de los escaños de la Asamblea Nacional al presidente, (c) otorgó al presidente la autoridad para emitir decretos de emergencia y suspender la Constitución, (d) otorgó al presidente la autoridad para nombrar a todos los jueces y destituir a la Asamblea Nacional y (e) derogó un límite de mandato para la presidencia. En las elecciones de 1971, Park casi perdió ante el líder de la oposición, Kim Dae-jung, a pesar de gastar el diez por ciento del presupuesto nacional en su campaña de reelección. La Constitución Yushin fue diseñada para garantizar su dictadura de por vida. De hecho, Park fue reelegido más tarde como presidente por un voto unánime de aproximadamente 2,000 delegados, quienes se convirtieron en delegados ellos mismos con la aprobación de Park. Según los oficiales subordinados de Kim en el Tercer Grupo de Ejércitos, Kim no ocultó su disgusto por conocer la Constitución Yushin.

## Constitución Yushin
Después de su arresto, Kim escribió en caligrafía china que le tomó siete años lograr su resolución, sugiriendo que la Constitución Yushin lo puso en contra de Park. En su juicio, afirmó que planeaba detener a Park si este último visitaba la base del Tercer Grupo del Ejército en su gira anual de grupos de ejércitos y obligaba a dimitir. Según el jefe de personal de operaciones del Tercer Grupo del Ejército, Oh Soo-choon, quien también era el cuñado de Kim, Kim instaló una cerca de primera línea alrededor de un pequeño edificio en la base y la instaló de modo que impidiera la salida desde adentro en lugar de evitar la entrada desde fuera.
Más significativamente, Kim parece haber tenido una relación cercana con Chang Chun-ha, líder respetado del movimiento democrático como ex oficial del Ejército de Liberación, legislador de oposición y editor de la revista mensual World of Ideology. Según Chang Ho-kweon, el hijo mayor de Chang y actual editor de la revista, Chang le dijo que Kim era un soldado patriota con el que algún día trabajaría junto a la democracia. En 1979, Kim afirmó a su abogado que su primer intento de asesinar a Park fue el 14 de septiembre de 1974 cuando fue nombrado Ministro de Construcción. Un noticiero de este evento muestra algo que sobresale en el bolsillo de Kim cuando le dio la mano a Park. Según el reverendo Yi Hae-hak, quien fue encarcelado con Chang Jun-ha cuando Jang fue sentenciado a quince años por crear una campaña de petición contra la Constitución Yushin, Chang sabía del plan de Kim para asesinar a Park y se sintió muy decepcionado cuando no lo hizo. tener lugar, pronunciándose a sí mismo: "¿Es tan bueno ser un ministro?". Después de que Chang murió en circunstancias sospechosas mientras escalaba una montaña en 1975, Kim proporcionó en secreto ayuda financiera a la familia de Chang. Cuando Kim se convirtió más tarde en director de la KCIA en 1976, le dijo al hijo de Chang con profundo pesar que la muerte de Chang no fue accidental como se anunció oficialmente, sino que el régimen estaba involucrado.
Según el cardenal Stephen Kim Sou-hwan, otra figura destacada del movimiento democrático, Kim (entonces subdirector de la KCIA) venía a verlo cada vez que había una crisis política. En 1975, le pidió al cardenal Kim que hablara con el presidente Park para pensar en la "tercera vía", es decir, enmendar de alguna manera la Constitución Yushin de una forma que fuera aceptable para Park. Según el cardenal Kim, Kim comparó al presidente Park con "un paciente enfermo" que inicialmente necesitaba un medicamento débil. Kim creía que el cardenal católico era la única persona que podía hablar con franqueza con Park sin repercusiones y se sintió decepcionado cuando la conversación fue esencialmente infructuosa. La asociación de Kim con dos figuras clave del movimiento democrático, Jang Jun-ha y el cardenal Stephen Kim Sou-hwan, ha llevado a algunos a reconsiderar el motivo de Kim para asesinar a Park.
Como ministro de Construcción (1974-1976), Kim promovió la entrada de empresas constructoras coreanas en Arabia Saudita, multiplicando por veinte las exportaciones de Corea del Sur a Oriente Medio de 45 millones de dólares en 1973 a 900 millones de dólares en 1976, lo que convirtió a Arabia Saudita en el cuarto lugar más importante en el extranjero. mercado, que ayudó a Corea del Sur a capear la crisis del petróleo de 1973.

## Director de la KCIA
El 4 de febrero de 1976, Kim fue convocado por Park y nombrado director de la Agencia Central de Inteligencia de Corea (KCIA), una de las posiciones más poderosas y temidas bajo la dictadura de Park.
La KCIA se creó en 1961 para coordinar las actividades de inteligencia nacionales e internacionales, incluidas las militares, con el objetivo principal de combatir el comunismo y a Corea del Norte. Desde entonces, también se utilizó para reprimir cualquier oposición interna al régimen de Park utilizando sus amplios poderes para intervenir, arrestar y detener a sospechosos sin una orden judicial. La KCIA fue responsable de violaciones generalizadas de los derechos humanos en Corea del Sur, participando en torturas, asesinatos políticos y secuestros. También estuvo muy involucrado en maniobras políticas detrás de escena para debilitar a los partidos de la oposición mediante el soborno, el chantaje, las amenazas, el arresto y la tortura de los legisladores de la oposición. Más tarde, Kim afirmó que no quería el puesto, pero pensó que le daría la mejor oportunidad de persuadir al presidente Park y reformar el sistema Yushin.
El mandato de Kim como director de la KCIA tiene muchas contradicciones. Por un lado, Kim le pidió a Park que levantara el Noveno Decreto de Emergencia, al menos en tres ocasiones, que castigaba cualquier crítica a la Constitución Yushin con una pena de prisión de al menos un año, hasta que finalmente fue reemplazado por el Décimo Decreto de Emergencia, que relajó muchas restricciones del Noveno Decreto. También liberó a muchos activistas y estudiantes que habían sido detenidos en virtud del Noveno Decreto. Cables diplomáticos estadounidenses desclasificados revelaron que Kim era considerado un inusual director de la KCIA que a menudo hablaba de democracia y una de las figuras más accesibles que a menudo llevaban los mensajes de Washington sobre los derechos humanos a Park.